# IC 2498
IC 2498 је спирална галаксија у сазвјежђу Лав која се налази на листи објеката дубоког неба у Индекс каталогу.
Деклинација објекта је + 28° 6' 52" а ректасцензија 9h 41m 21,9s. Привидна величина (магнитуда) објекта IC 2498 износи 14,5 а фотографска магнитуда 15,3. IC 2498 је још познат и под ознакама CGCG 152-49, PGC 27668.